# 拉布雷奥勒
拉布雷奥勒（法語：La Bréole，法語發音：[la bʁeɔl]）是法国上普罗旺斯阿尔卑斯省的一个旧市镇，属于巴瑟洛内特区。2017年，拉布雷奥勒与市镇圣樊尚堡合并为新市镇于拜-塞尔蓬松，拉布雷奥勒为新市镇行政中心。

## 地理
拉布雷奥勒（44°27'24"N, 6°17'40"E）面积39.66 平方千米，位于法国普罗旺斯-阿尔卑斯-蓝色海岸大区上普罗旺斯阿尔卑斯省，该省份为法国东南部内陆省份，北起上阿尔卑斯省，西接沃克吕兹省，西北接德龙省，南至瓦尔省，东临滨海阿尔卑斯省，东北部与意大利接壤。
与拉布雷奥勒接壤的市镇（或旧市镇、城区）包括：勒洛泽-于拜、蒙克拉尔、圣马丹莱塞讷、圣樊尚堡、瑟洛内、布雷济耶、埃斯皮纳斯、罗什布吕讷、鲁塞、滨湖勒索兹。
拉布雷奥勒的时区为UTC+01:00、UTC+02:00（夏令时）。

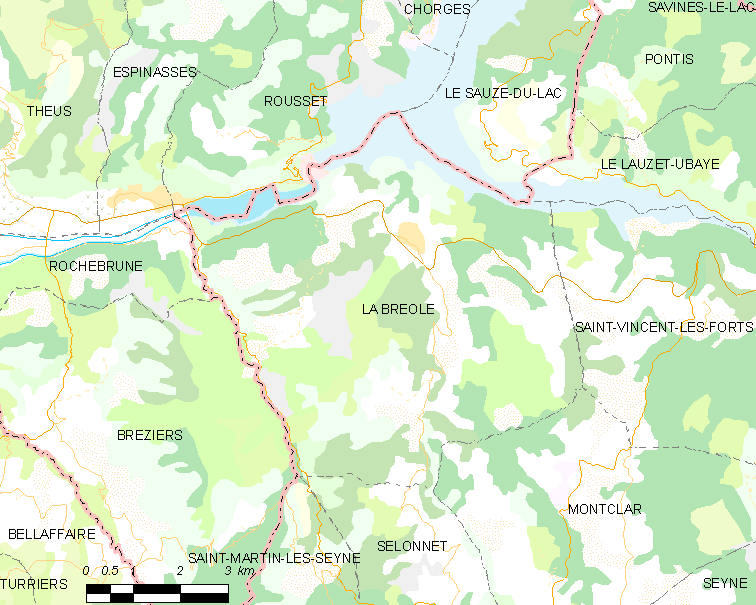
拉布雷奥勒的OSM定位图

## 行政
拉布雷奥勒的邮政编码为04340，INSEE市镇编码为04033。

## 政治
拉布雷奥勒所属的省级选区为巴瑟洛内特县。

## 人口

1962-2008年间拉布雷奥勒人口变化图示

拉布雷奥勒于2018年1月1日时的人口数量为379人。